# シマス・ヤサイティス
シマス・ヤサイティス（Simas Jasaitis、1982年3月26日 - ）はリトアニアのプロバスケットボール選手。

## 経歴
2000年から2001年、リトアニアの首都ヴィリニュスを拠点とするバスケットボール・クラブ「ヴィリニュス・サカライ」に所属。2001年秋に同じくヴィリニュスを拠点とするBCリエトゥヴォス・リータスに移籍。2006年までリエトゥヴォス・リータスに所属した。その後は海外でプレイし、2011年にリエトゥヴォス・リータスに復帰。同年から再び海外でプレイした。2015年1月5日、リエトゥヴォス・リータスに復帰した。
2005年から2014年までリトアニア代表に選出された。